# يولاندا كاستانيو
يولاندا كاستانيو (بالإسبانية: Yolanda Castaño)‏ هي كاتِبة ورسامة وشاعرة إسبانية، ولدت في 19 أبريل 1977 في سانتياغو دي كومبوستيلا في إسبانيا.

## وصلات خارجية
- يولاندا كاستانيو على موقع IMDb (الإنجليزية)